# بيوتر ليخ
بيوتر ليخ (بالبولندية: Piotr Lech) هو لاعب كرة قدم بولندي في مركز حراسة المرمى، ولد في 18 يونيو 1968 في Kętrzyn ‏ في بولندا. لعب مع رتش شوروزو وزاغويمبيه لوبين وغورنيك زابجه وياغيلونيا بياويستوك.